# John Hunt Morgan
John Hunt Morgan (1 juni 1825 – 4 september 1864) was een Amerikaans militair en landbouwer. Tijdens de Amerikaanse Burgeroorlog klom hij op tot de rang van brigadegeneraal in het Confederate States Army. In april 1862 richtte hij het 2nd Kentucky Cavalry Regiment op en nam deel aan de Slag bij Shiloh. Hij voerde een raid uit op Kentucky die de aanleiding was voor de Kentuckyveldtocht onder generaal Braxton Bragg. Met zijn cavalerie voerde hij veelvuldige aanvallen uit op de bevoorradings-en communicatielijnen van de Noordelijke generaal-majoor William Rosecrans. In juli 1863 voerde hij een raid uit in Indiana en Ohio waarbij hij honderden vijandelijke soldaten gevangen nam. Uiteindelijk werd zijn volledig regiment gevangen genomen. Morgan kon ontsnappen maar kreeg daarna enkel nog kleinere opdrachten. Hij werd in September 1864 gedood in Greenville, Tennessee. Morgan was de schoonbroer van luitenant-generaal A.P. Hill.

## Vroege jaren
John Hunt Morgan werd geboren op 1 juni 1825 in Huntsville, Alabama. Hij was de oudste van tien kinderen van Calvin Morgan en Henrietta Hunt. Zijn grootvader John Wesley Hunt was een van de eerste bewoners van Lexington en werd een vooraanstaande landbouwer en zakenman. De apotheek van zijn vader ging failliet in 1831. Zijn ouders verhuisden van Huntsville naar Lexington waar ze een boerderij beheerden van zijn grootvader.
Morgan volgde les aan de Transylvania College maar werd in 1844 geschorst na een duel. Twee jaar later werd hij toegelaten tot de Davies Lodge #22, een afdeling van de Vrijmetselarij in Lexington, Kentucky. Morgan streefde een militaire loopbaan na, maar werd niet toegelaten tot een militarie academie.
Na het uitbreken van de Mexicaans-Amerikaanse Oorlog in 1846 nam hij samen met zijn broer Calvin en zijn oom Alexander dienst in het United States Army als gewoon soldaat bij de cavalerie. Nog voor hij in Mexico aankwam werd hij verkozen tot tweede luitenant en al snel bevorderd tot eerste luitenant. Hij nam deel aan de Slag bij Buena Vista. Na de oorlog keerde hij terug naar Kentucky en werd hij hennepteler. Hij huwde in 1848 met Rebecca Gratz Bruce. Ze was een 18 -jarige zus van een van zijn zakenpartners. Na de dood van zijn grootvader in 1849 kreeg zijn moeder het beheer over het familiebedrijf. Hierdoor kreeg Morgan genoeg fondsen om zijn eigen bedrijven te financieren. In 1853 beviel Rebecca van een doodgeboren zoontje. Ze kreeg een bloedklonter in haar been die uiteindelijk tot een amputatie zou lijden. Morgan kreeg een reputatie als gokker en rokkenjager. Rebecca en haar man groeiden al snel uit elkaar.
Hij bleef gefascineerd door het militaire leven. In 1852 richtte hij een artillerie-eenheid op in de lokale militia. Twee jaar later werd deze eenheid alweer ontbonden. In 1857 richtte hij een infanteriepeloton op die hij de "Lexington Rifles"  noemde. Hij zou veel  van zijn vrije tijd in het drillen en trainen van deze eenheid steken. Hij was ook de schoonbroer van A.P. Hill en Basil W. Duke.

## Amerikaanse Burgeroorlog

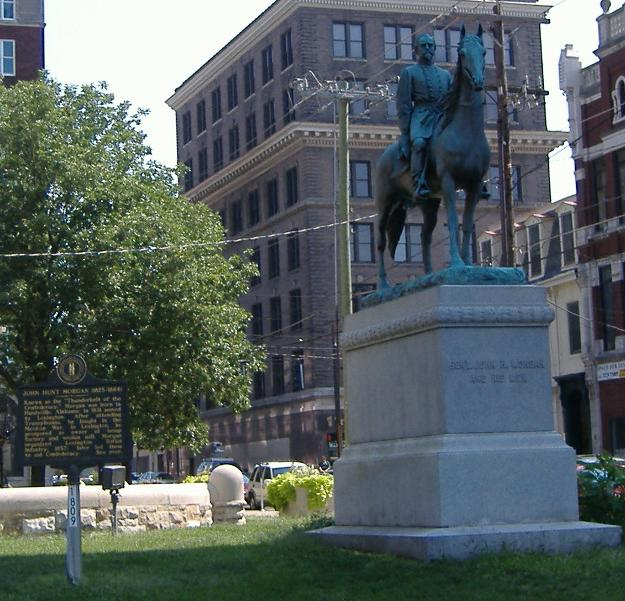
Voormalig locatie van het standbeeld van John Hunt Morgan Memorial in Lexington

Zoals veel personen in Kentucky was Morgan geen voorstander van secessie. Kort na de verkiezing van Abraham Lincoln tot president in 1860 schreef hij naar zijn broer Thomas Hunt Morgan, die toen les volgde aan de Kenyon College in noordelijke Ohio: "Ik hoop dat onze staat in de unie blijft. Ik ben ervan overtuigd dat Lincoln een goede president zal zijn. We moeten hem op zijn minst een eerlijke kans geven..." In de lente van 1861 verhuisde zijn broer naar het Kentucky Military Institute. Begin juli vetrok hij met een stoomboot naar Camp Boone die net over de grens met Tennessee lag en nam hij dienst in de Kentucky State Guard die Zuidelijke sympathieën had. John Morgan bleef in Lexington om voor zijn vrouw te zorgen. Becky Morgan overleed op21 juli 1861.
In september trok Morgan met zijn militie-eenheid naar Tennessee waar ze dienst namen in het Confederate States Army. Hij richtte op 4 april 1862 de 2nd Kentucky Cavalry Regiment op en werd verkozen tot hun kolonel. Enkele dagen later kregen ze hun voordoop tijdens de Slag bij Shiloh.

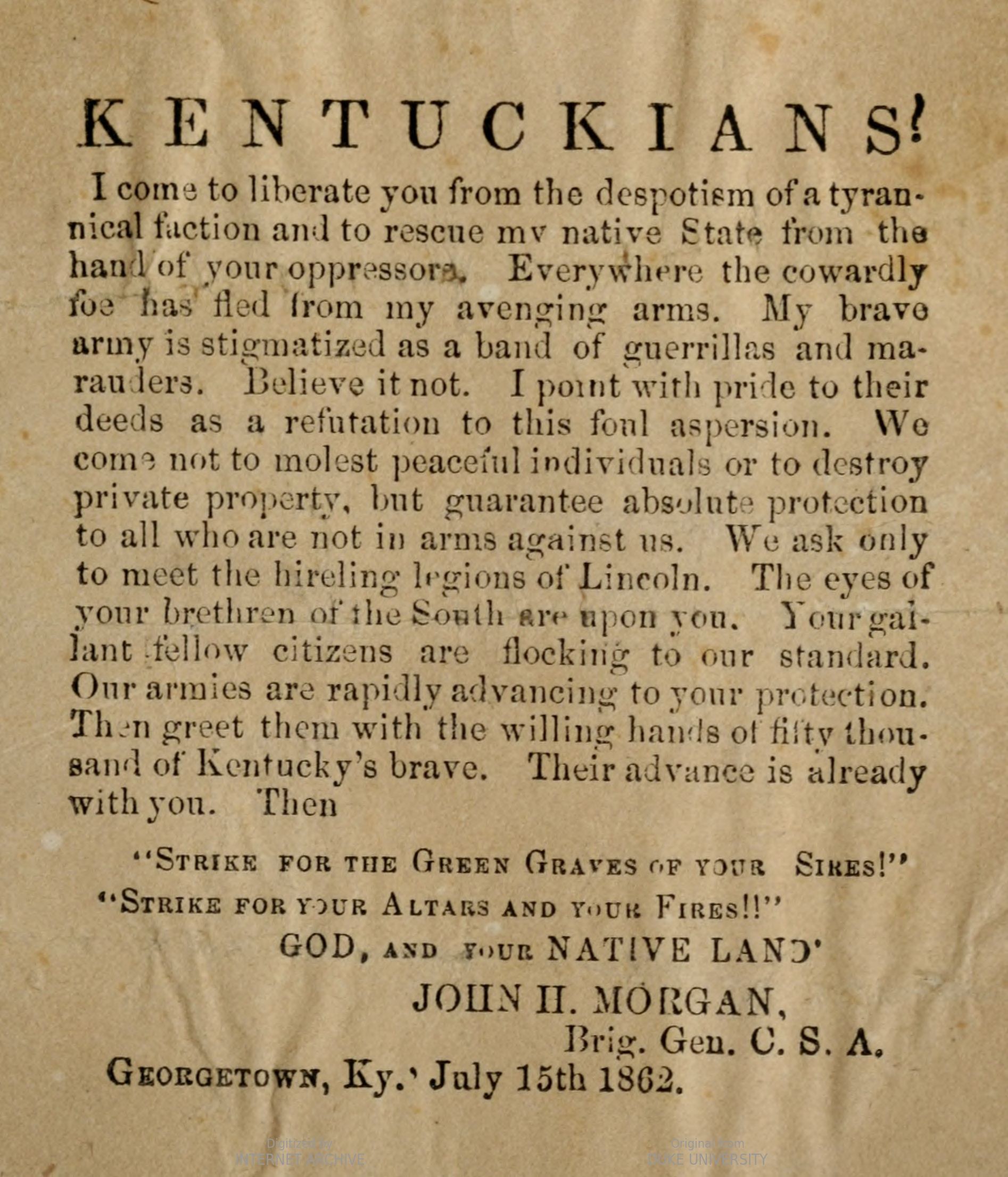
Pamflet met Zuidelijke propaganda die gepubliceerd werd door Morgan op 15 juli 1862.(Duke University Libraries)

Op 4 juli 1862 vertrok Morgan met 900 cavaleristen vanuit Knoxville, Tennessee. De volgende drie weken voerde hij een raid uit doorheen Kentucky tot diep in de achterhoede van het Noordelijke leger onder leiding van generaal-majoor Don Carlos Buell. Hij nam 1.200 vijandelijke soldaten gevangen, veroverde honderden paarden en vernietigde grote hoeveelheden voorraden. Het Noordelijk militair bestuur in Kentucky riep om hulp en versterkingen om de raid te stoppen. Het success van deze raid was een van de voornaamste redenen om in de herfst de Kentuckyveldtocht te beginnen. Generaals Braxton Bragg en Edmund Kirby Smith dachten dat er tienduizenden burgers van Kentucky hen met open armen zouden verwelkomen.
Op 11 december 1862 werd Morgan bevorderd tot brigadegeneraal. Hij werd op 1 mei 1863 gelauwerd door het Congres van de Geconfedereerde Staten van Amerika voor zijn raids op de bevoorradingslijnen van het Noordelijke leger onder leiding van William S. Rosecrans en zijn overwinning tijdens de Slag bij Hartsville.
Morgan trad voor de tweede keer in het huwelijk met Martha "Mattie" Ready. Ze was de dochter van Charles Ready en een nicht van William T. Haskell. Beiden waren congresleden uit Tennessee geweest.

### Morgans Raid

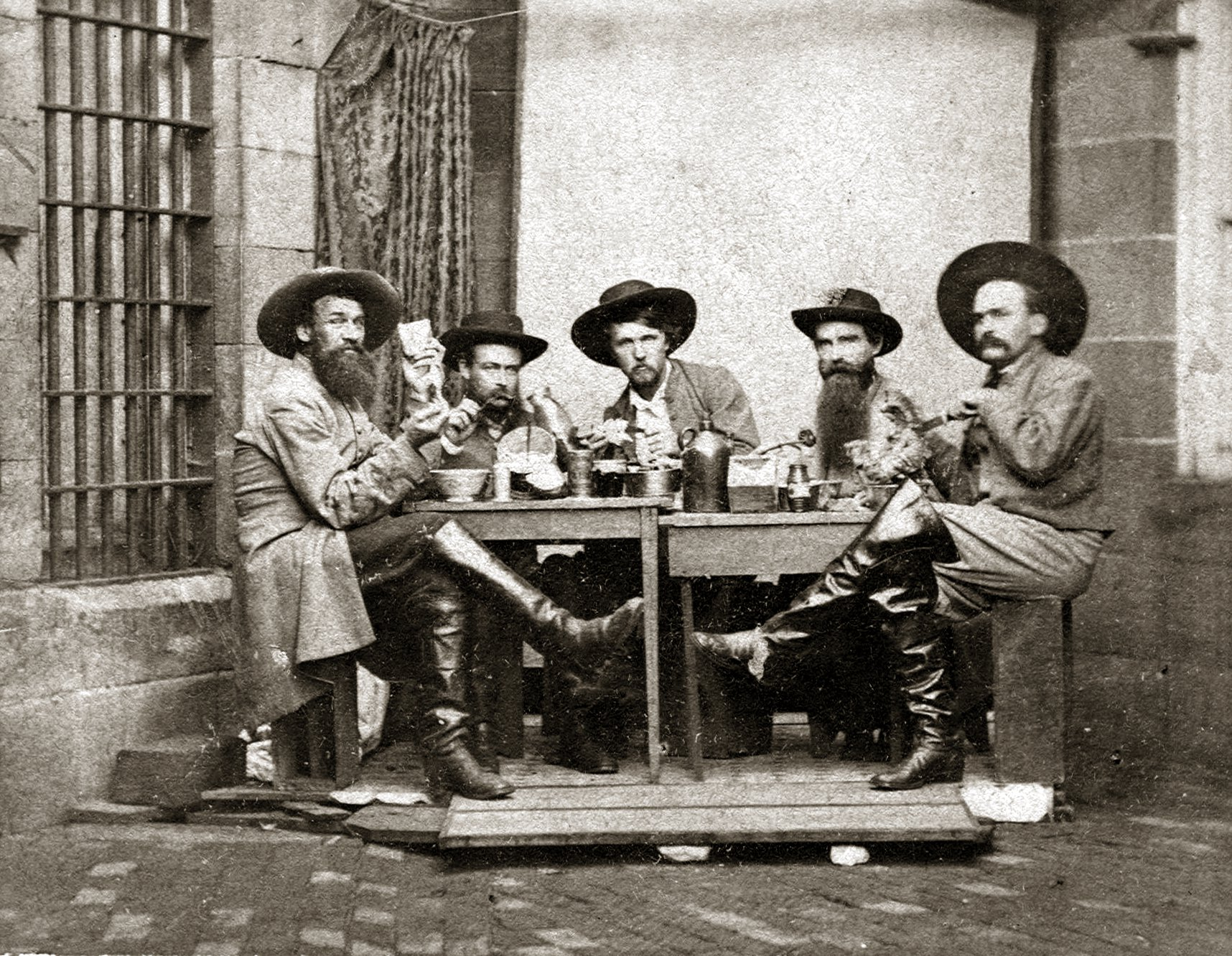
Een groep van "Morgan's Men" als krijgsgevangenen in het Western Penitentiary in Pennsylvania: (l naar r) kapitein William E. Curry, 8th Kentucky Cavalry; luitenant Andrew J. Church, 8th Kentucky Cavalry; luitenant Leeland Hathaway, 14th Kentucky Cavalry; luitenant Henry D. Brown, 10th Kentucky Cavalry; Luitenant William Hays, 20th Kentucky Cavalry. Ze werden allen gevangen genomen tijdens de raid van Morgan in Ohio in 1863

In de hoop om Noordelijke soldaten en middelen af te leiden van de Vicksburgveldtocht en de Gettysburgveldtocht stak hij in de zomer van 1863 de Ohio over en voerde hij op eigen houtje een raid uit in zuidelijk Indiana en Ohio. Bij Corydon botste zijn strijdmacht op 450 lokale militiesoldaten die na een korte strijd verslagen werden.
In juli, tijdens de aanval op Versailles, Indiana, beroofden Zuidelijke soldaten onder andere de lokale vrijmetselaarsloge. Toen Morgan dit ter ore kwam, zorgde hij er de volgende dag voor  dat de juwelen en andere ornamenten terug geven werden aan de loge.
In verschillende schermutselingen werden enkele duizenden Noordelijke soldaten gevangen genomen en vrijgelaten onder voorwaarden. Op 19 juli 1863 werden er tijdens de Slag bij Buffington Island bijna 700 cavaleristen gevangen genomen toen ze de Ohio probeerden over te steken naar West Virginia. De gevangen genomen soldaten spendeerden de rest van de oorlog in Camp Douglas, een krijgsgevangenenkamp in Chicago. Zeven dagen later, op 26 juli werd ook de rest van Morgans soldaten gevangen genomen bij Salineville, Ohio.
Op 27 november ontsnapten Morgan en zes andere officieren, waaronder Thomas Hines uit de Ohio Penitentiary. Ze hadden vanuit de cel van Hines een tunnel gegraven naar het binnenplein en dan via een touw, die gemaakt was van ijzerdraad en lakens, de muur overgeklommen. Kort na middernacht namen Morgan en drie officieren de trein naar Cincinnati. Voor ze het station binnenreden, sprongen ze van de trein. Ze huurden een bootje om de Ohio over te varen. Met hulp van Zuidelijke sympathisanten bereikten ze Zuidelijk grondgebied.
Hoewel zijn raid tot de verbeelding sprak en gretig gevolgd werd in zowel de Noordelijke als de Zuidelijke kranten, was het op tactisch of strategisch vlak verwaarloosbaar. Morgan had het bevel van Bragg naast zich neergelegd om de Ohio niet over te steken. Om Morgan te stoppen hadden de Noordelijken 110.000 militietroepen opgetrommeld in Illinois, Indiana en Ohio en werden er verschillende kannoneerboten ingezet op de verschillende rivieren. Bovendien werden er sterke Noordelijke cavalerieregimenten gestuurd. Hoewel het een dure zaak was voor de Noordelijken woog dit niet op tegen het verlies van kwalitatief hoge cavalerie onder leiding van Morgan.

### 1864 en zijn dood
Na zijn ontsnapping uit Ohio keerde Morgan terug in actieve dienst. Hoewel hij opnieuw raids uitvoerde, waren deze op veel kleinere schaal. Zijn soldaten waren niet meer van hetzelfde kaliber als voorheen en waren ongedisciplineerd. De raids vervielen meer en meer in regelrechte rooftochten waarbij Morgan geen controle meer had over zijn soldaten. Zijn laatste raid werd uitgevoerd in juni 1864. Na een kleine overwinning tegen een kleine infanterie-eenheid op 11 juni 1864 werd zijn strijdmacht verneitigd bij Cynthiana. Naast Morgen slaagden slechts enkele officieren en soldaten om aan gevangenschap te ontsnappen.
Ondanks het wantrouwen die Bragg had tegenover Morgan na zijn raid in 1863, werd Morgan op 22 augustus 1864 aangesteld als bevelhebber van de Trans-Allegheny Department. Hierdoor vielen alle eenheden van oostelijk Tennessee en zuidwestelijk Virginia onder zijn verantwoordelijkheid. Hij begon met voorbereidingen om Knoxville in Tennessee aan te vallen.

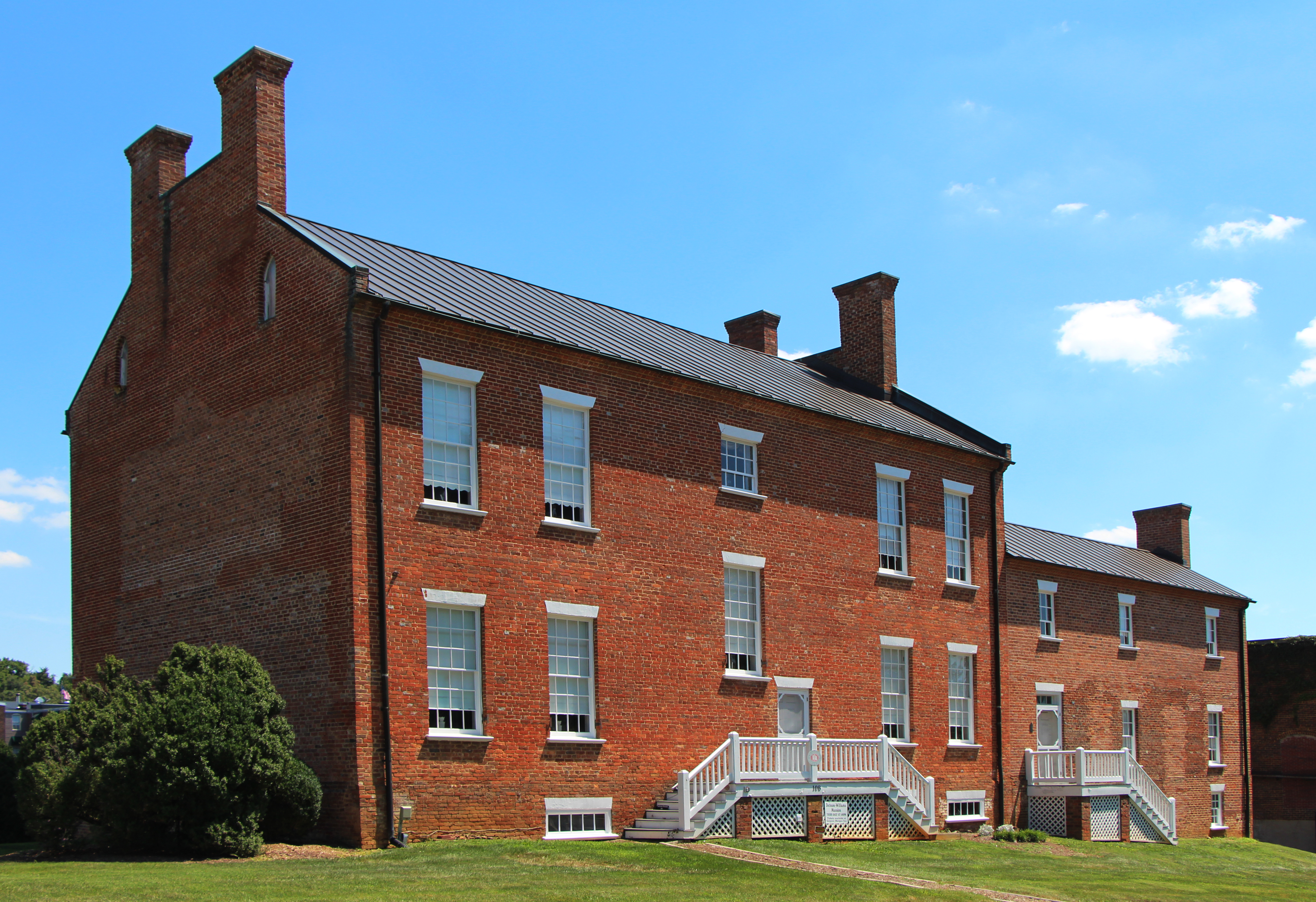
Morgan werd gedood in Greenville, Tennessee in de tuin van de Dickson-Williams Mansion

Op 3 septeber 1864 arriveerde John H. Morgan in Greenville, Tennessee. Die avond reed een 12 jarige jongen naar het 29 km verderop gelegen Noordelijk cavaleriekampement bij Bulls Gap waar hij het nieuws meedeelde dat er opnieuw Zuidelijken  in zijn stadje waren. Zuidelijke verkenners hadden deze Noordelijk eenheden waargenomen, maar Morgan dacht dat de vijandelijke hoofdmacht 80 km verderop lag bij de Strawberry Plains. De Noordelijken hadden uit de onvolledige informatie van de jongen de conclusie getrokken dat Morgan maar 300 soldaten bij zich had, terwijl de Zuidelijken 1.500 soldaten en twee kanonnen bij zich hadden. De Noordelijken planden en volledige omsingeling van het stadje waarbij ze hun troepen via twee verschillende wegen naar Greenville stuurden. Door het slechte weer werd hun komst niet opgemerkt door Zuidelijke verkenners.
De volgende ochtend kwamen de Noordelijken tot de ontdekking dat de Zuidelijken veel sterker waren dan eerst gedacht. Morgan logeerde bij het gezin Williams. Ze hadden één zoon die voor de Noordelijken vocht en twee die in Zuidelijke dienst waren. Daarom ontvingen ze officieren van beide partijen in hun huis. Morgan had langs de verschillende invalswegen wachtposten geplaatst uitgezonderd de weg die de Noordelijken zouden nemen. Toen ze Greenville naderden kregen ze informatie over de exacte locatie van Morgan. Kolonel Ingerton stuurde een aantal soldaten erop uit om Morgan gevangen te nemen of te doden.
Twee peletons onder leiding van kapitein Wilcox stormden het stadje in, legden de Zuidelijke wachtposten het zwijgen op. Morgan werd wakker door het geweervuur. Bij het huis aangekomen zagen de Noordelijken een man in een wit hemd en broek in de deuropening staan. Morgan opende het vuur en vluchtte daarna naar een nabijgelegen wijngaard. Van de twee officieren die bij hem waren, gaf er één zich over en kon een andere vluchten. Ondanks verschillende oproepen om te stoppen met vluchten, liep Morgan verder. Daarop opende een soldaat het vuur op Morgan en raakte hem in de rug. Hij stierf ter plaatse.

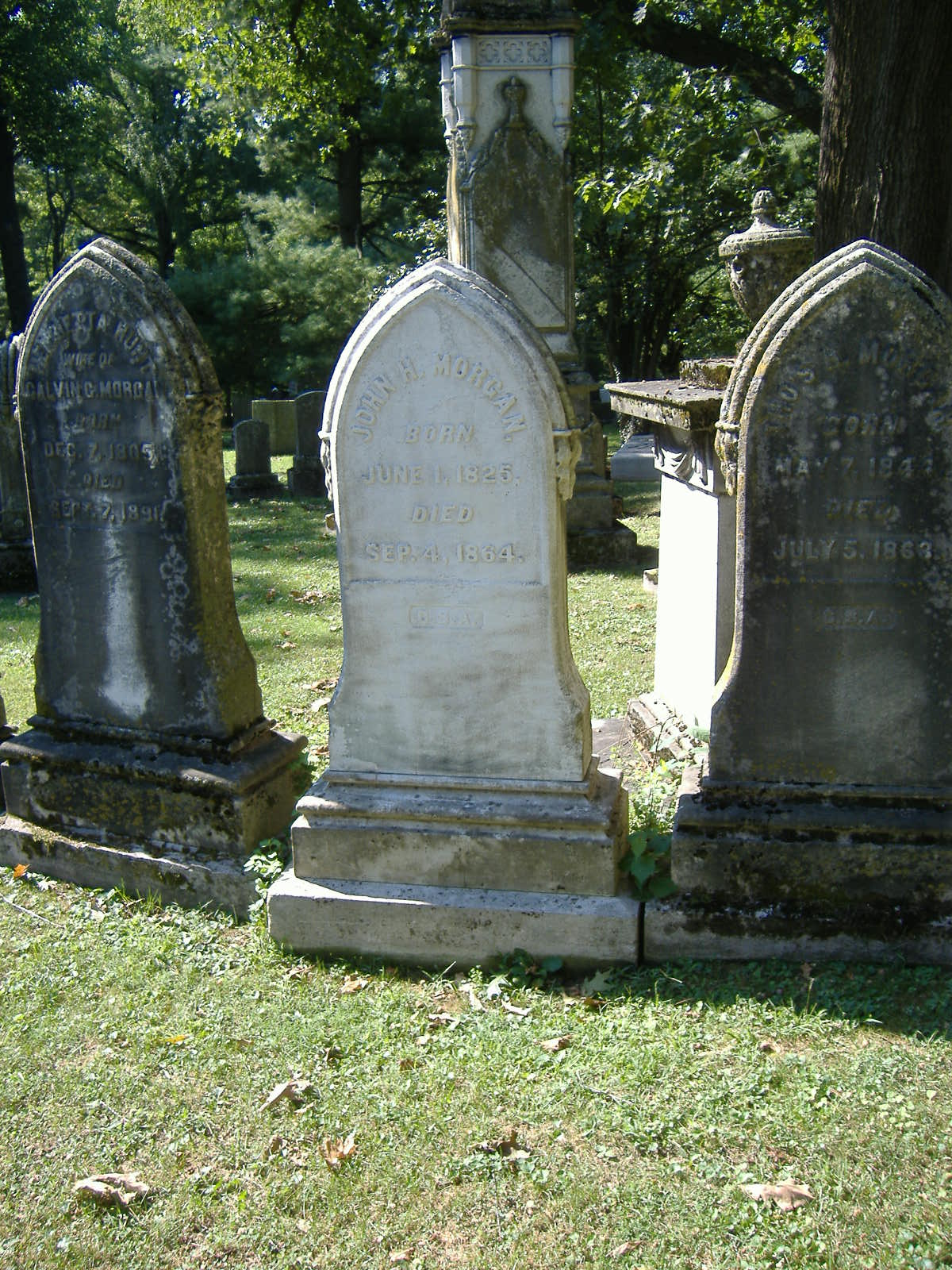
Morgans graf

Morgan werd begraven op Lexington Cemetery, Lexington, Kentucky kort voordat zijn tweede dochter ter wereld kwam.